# Слободянский, Михаил Григорьевич
Михаи́л Григо́рьевич Слободя́нский (23 июля [5 августа] 1912, Махновка Винницкой области — 3 августа 1988, Москва) — советский учёный-механик и математик, педагог высшей школы, доктор физико-математических наук, профессор.

## Биография
Родился 5 января 1912 года в селе Махновка (с 1935 по 2016 годы носило название Комсомольское) Бердичевского уезда Киевской губернии (ныне село входит в Казатинский район Винницкой области Украины).
После окончания средней школы в 1932 году поступил в МГУ, окончил механико-математический факультет МГУ через 4 года, в 1936 году. В 1938 году защитил кандидатскую, в 1940 году — докторскую диссертацию.
В 1940 году в возрасте 28 лет возглавил кафедру теоретической механики Московского энергетического института, которой заведовал до 1974 года.
Под руководством М. Г. Слободянского при кафедре была организована учебная мастерская, установлена малая ЭВМ, а также создана специальная установка, на которой были выполнены экспериментальные исследования первой отечественной конструкции бескривошипного аксиально-поршневого компрессора КБЛ-5; полученные результаты легли в основу создания промышленных образцов многоступенчатых компрессоров с давлением нагнетания 10, 20 и 40 МПа. При кафедре в точение ряда лет действовали методические семинары для подготовки молодых преподавателей Москвы к проведению практических занятий и чтению лекций по теоретической и технической механике; многие выпускники мехмата той поры проходили педагогическую практику «у Слободянского в МЭИ на „Термехе“».
М. Г. Слободянский был неизменным научным руководителем аспирантуры на кафедре теоретической механики, и под его руководством многие молодые преподаватели кафедры (А. М. Александров, Н. Б. Ерофеева, В. В. Подалков, Ш. Х. Тубеев, В. Ф. Устинов, Я. Я. Хотин) защитили свои кандидатские диссертации.
После того, как М. Г. Слободянскому пришлось по состоянию здоровья оставить заведование кафедрой теоретической механики, он ещё много лет продолжал работать на кафедре в должности профессора-консультанта.
Умер 3 августа 1988 года в Москве. Похоронен на Востряковском кладбище (41 участок). Там же впоследствии похоронены жена и сын

## Научная и педагогическая деятельность
В круг научных интересов М. Г. Слободянского входили теория упругости, прикладная математика, математическая физика, методика преподавания теоретической механики.
В 1939 году М. Г. Слободянский разработал новый приближённый метод решения краевых задач для уравнений в частных производных эллиптического типа — метод прямых. Вариант этого метода, предложенный Слободянским, предусматривает в двумерных краевых задачах приближённую замену производных по одной из переменных их разностными аналогами, что позволяет свести исходную задачу к соответствующей задаче уже для системы обыкновенных дифференциальных уравнений. Слободянский применил данный подход, в частности, к бигармоническому уравнению и к уравнению Пуассона (причём в случае уравнения Пуассона он сумел получить конечное уравнение для характеристического определителя и найти общие выражения для неизвестных функций); кроме того, он исследовал погрешность метода прямых и наметил порядок его применения к пространственным задачам. Позднее метод прямых (применявшийся и к другим типам уравнений в частных производных) развивался преимущественно как сугубо численный метод, который с развитием средств вычислительной техники получил весьма обширную область приложения.
М. Г. Слободянским исследовалось поведение некоторых полигональных профилей при кручении, причём для вычисления касательных напряжений и для исследования концентрации таких напряжений во входящих углах данных профилей он использовал метод конечных разностей. В ходе данного исследования он разработал метод для численного нахождения производной от решения краевой задачи для уравнения эллиптического типа, использующий функцию Грина (метод сводится к вычислению сеточного аналога производной функции Грина и последующему интегрированию — по рассматриваемой области — произведения этого аналога на правую часть уравнения).
Много работал М. Г. Слободянский в области получения двусторонних оценок решений уравнений с самосопряжёнными операторами (как внутри, так и на границе областей). Ключевые результаты, относящиеся к данной тематике, были изложены им в двух статьях, опубликованных в 1952 году, хотя и позже он не раз возвращался к данной тематике.
К этой тематике тесно примыкают задачи о получении двусторонних оценок не для самих решений упомянутых уравнений, а для связанных с этими решениями линейных функционалов. В 1953 году М. Г. Слободянский предложил простой и изящный метод решений таких задач. В том же году он предложил также эффективный приём получения оценки снизу для функционала энергии в задачах с самосопряжёнными операторами, позднее названный приёмом Слободянского.
Совместно с Л. Н. Тер-Мкртчяном М. Г. Слободянский сделал важное дополнение к классическому результату о возможности представить общее решение уравнений теории упругости в пространственном случае в виде линейной комбинации четырёх гармонических функций действительных переменных и их производных (представление Папковича — Нейбера): было показано, что из этих функций существенно независимых — только три, поскольку можно, не нарушая общности, одну из них принять тождественно равной нулю (если только коэффициент Пуассона {\displaystyle \nu } не равен {\displaystyle 0,25}). При этом М. Г. Слободянский в 1954 году доказал также, что как для односвязной конечной области, так и для бесконечной области, внешней по отношению к замкнутой поверхности, ограничение {\displaystyle \nu \neq 0,25} можно отбросить.
М. Г. Слободянский внёс также значительный вклад в разработку методики преподавания теоретической механики в технических вузах. В курсе лекций по теоретической механике, который читал Слободянский, имелось немало интересных методических находок. Например, в разделе «Статика твёрдого тела» он сумел добиться компактного (и вместе с тем строгого) изложения материала при помощи отказа от предварительного изложения теории пар сил. Вместо этого он полагал исходным пунктом теорему о приведении системы сил к двум сил, на которую существенно опирался и при доказательстве теоремы о приведении системы сил к силе и паре сил, и при выводе условий равновесия системы сил (вывод же основных свойств пар сил следовал в курсе позже и был совсем несложным).

## Семья
Жена — Елена Васильевна Слободянская. (1920—1998)
Сын — Борис Михайлович Слободянский, (1942—2009) кандидат технических наук (1973); много лет проработал в Вычислительном центре МЭИ.